# Breedstraat (Maarssen)
De Breedstraat is een winkelstraat in het Nederlandse dorp Maarssen. Deze loopt van de Raadhuisstraat en de Parkweg tot aan de Evert Stokbrug over de rivier de Vecht. Na de brug begint de Kaatsbaan. Aan de Breedstraat bevinden zich diverse monumentale bouwwerken waarvan een aantal met de status van rijksmonument. Deze winkelstraat in het centrum van Maarssen is een eenrichtingsstraat en vormt een L met de knik ter hoogte van de kerk. De enige zijstraat die op de Breedstraat uitkomt is de Bolensteinsestraat.

## Geschiedenis
Aan de Breedstraat 4 heeft ooit een Portugese huissynagoge gestaan. Deze is in 1684 in gebruik genomen en in ca. 1839 gesloopt. Ook zat aan de Breedstraat hoek Raadhuisstraat de voormalige openbare lagere school Burgemeester de Ruiterschool, deze school bood ook onderdak aan het Grafisch Atelier Maarssen alsook aan de Muziekschool Maarssen tot aan de sloop van de school. Op de plek waar de school stond verrees een appartementencomplex  waarvan op de hoek Raadhuisstraat en de Breedstraat een gevelsteen zich thans bevindt met daarop de school afgebeeld, deze herinnert nog aan het feit dat hier ooit een school heeft gestaan.

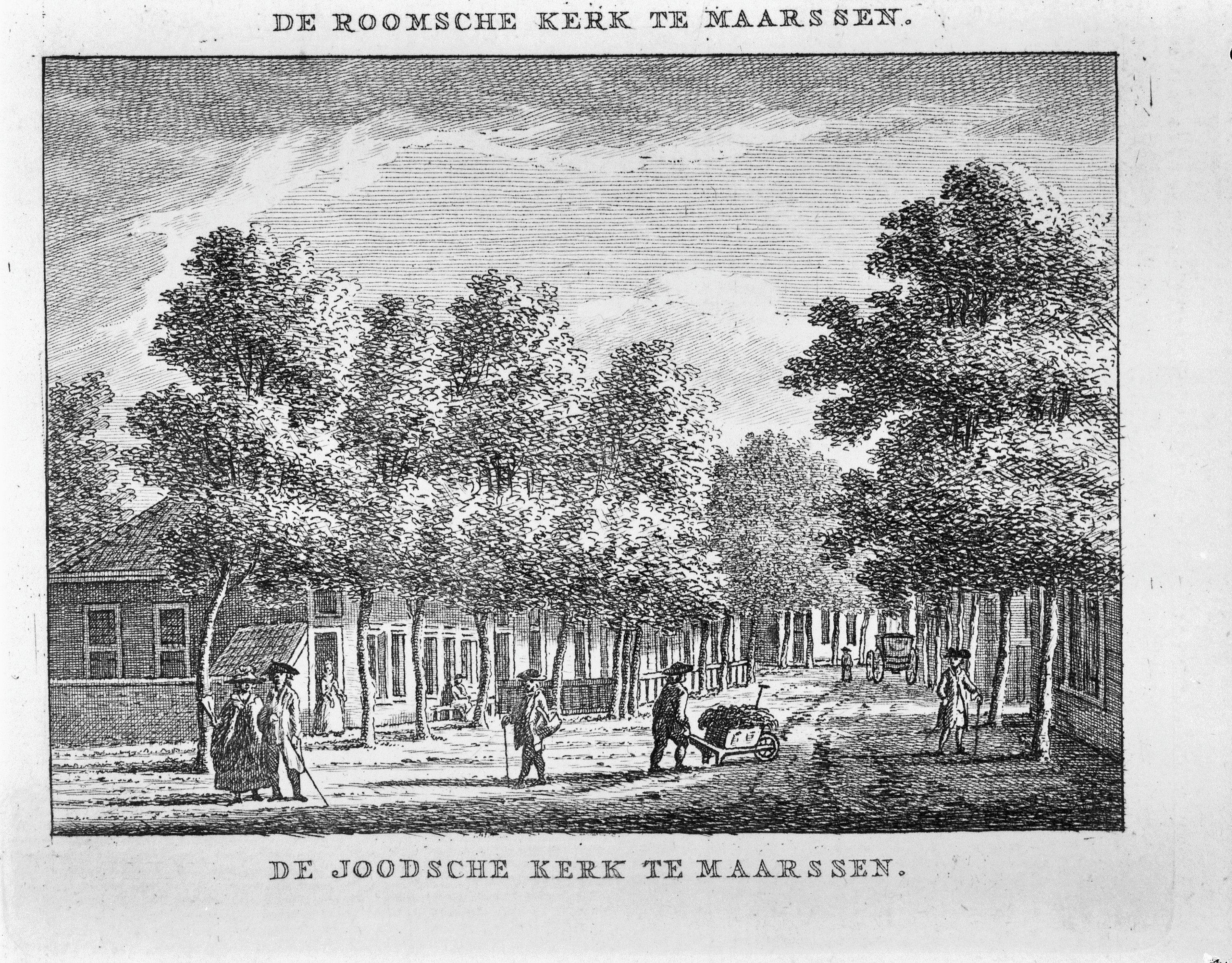
Voormalige synagoge aan de Breedstraat te Maarssen
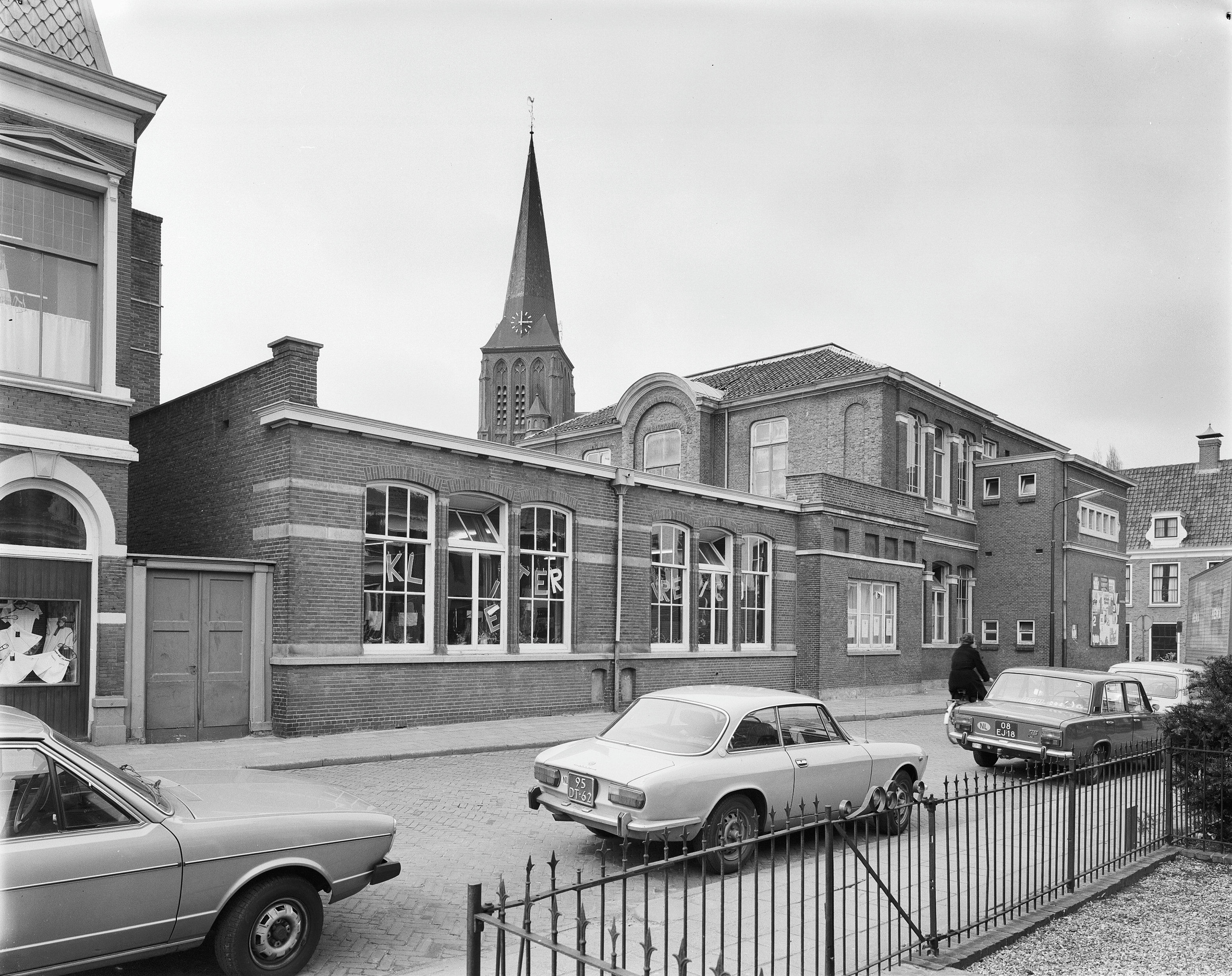
Voormalige "Burgemeester de Ruiterschool" aan de Breedstraat

## Fotogalerij

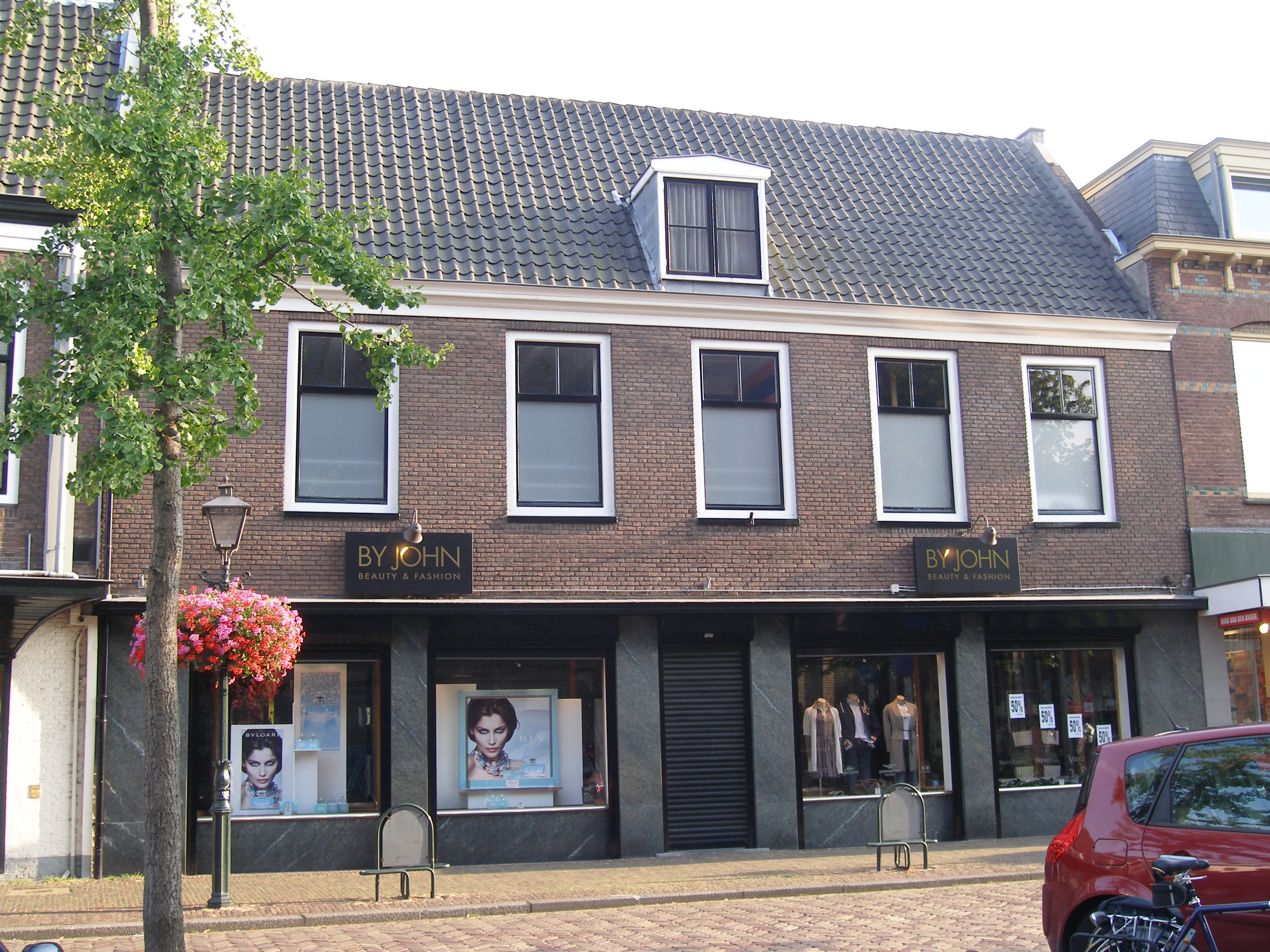
Breedstraat 26 te Maarssen
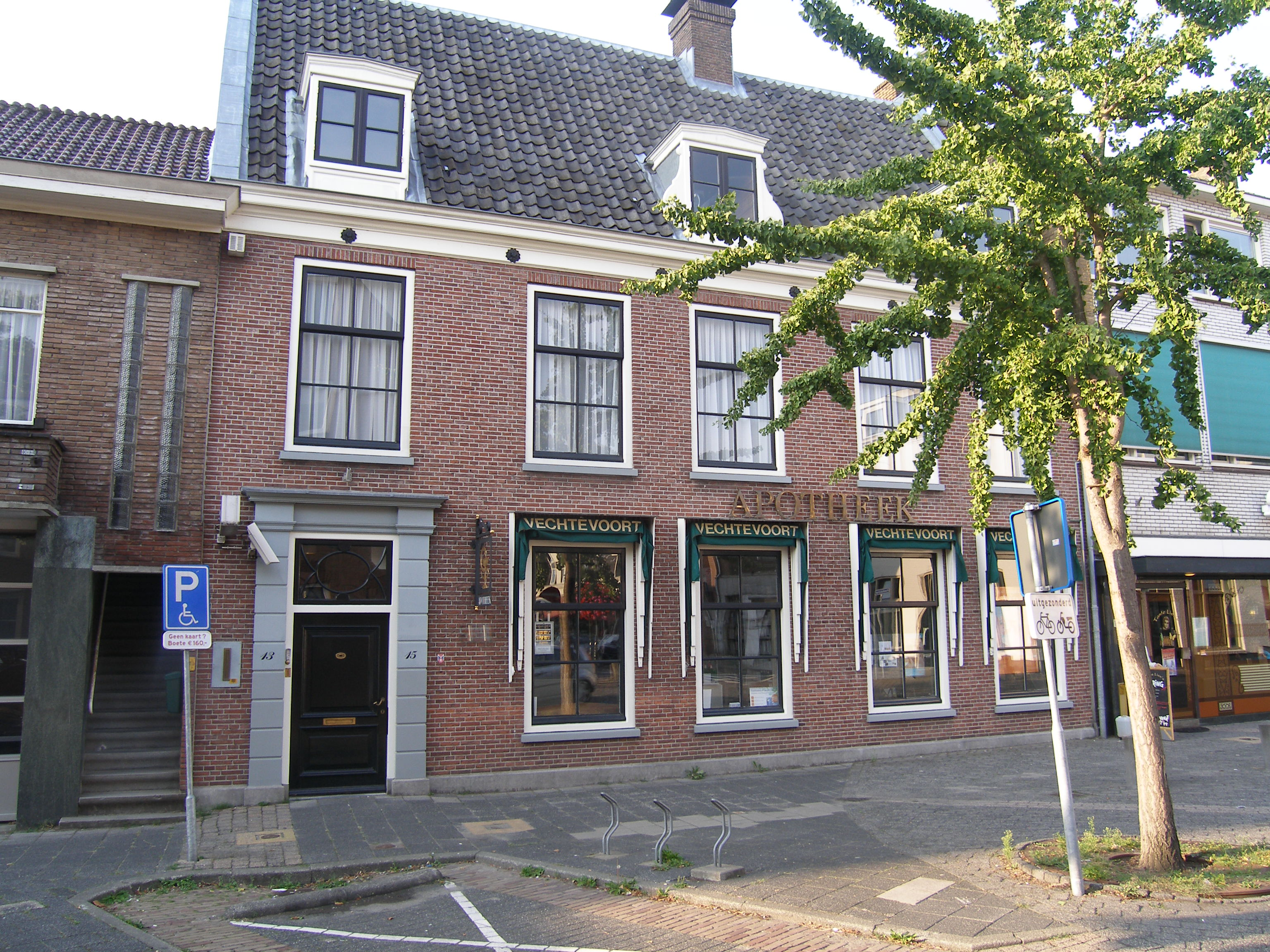
Breedstraat 15 te Maarssen
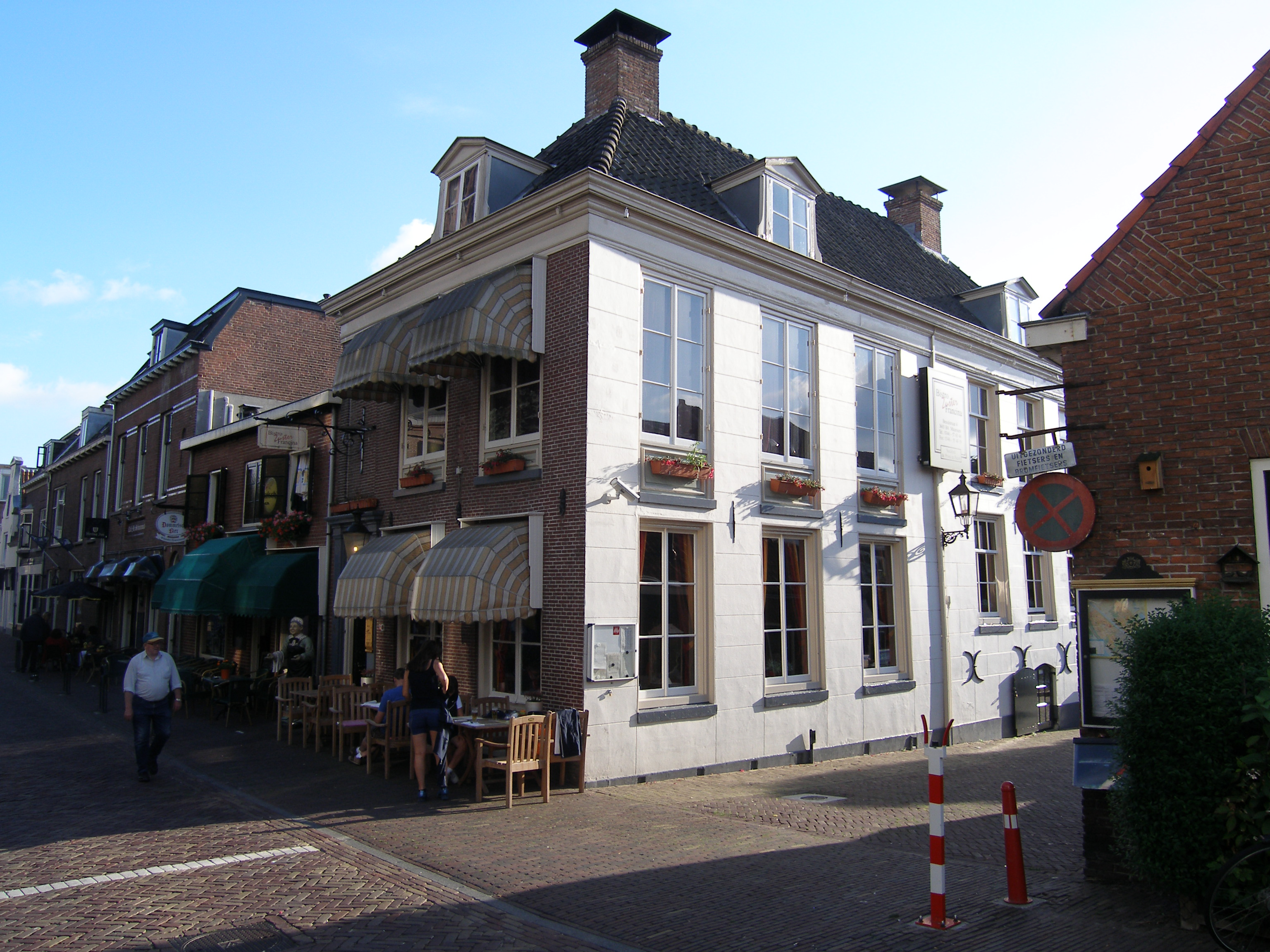
Breedstraat 4 te Maarssen
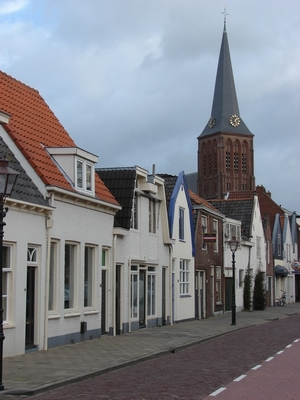
Heilig Hartkerk aan de Breedstraat 3 te Maarssen
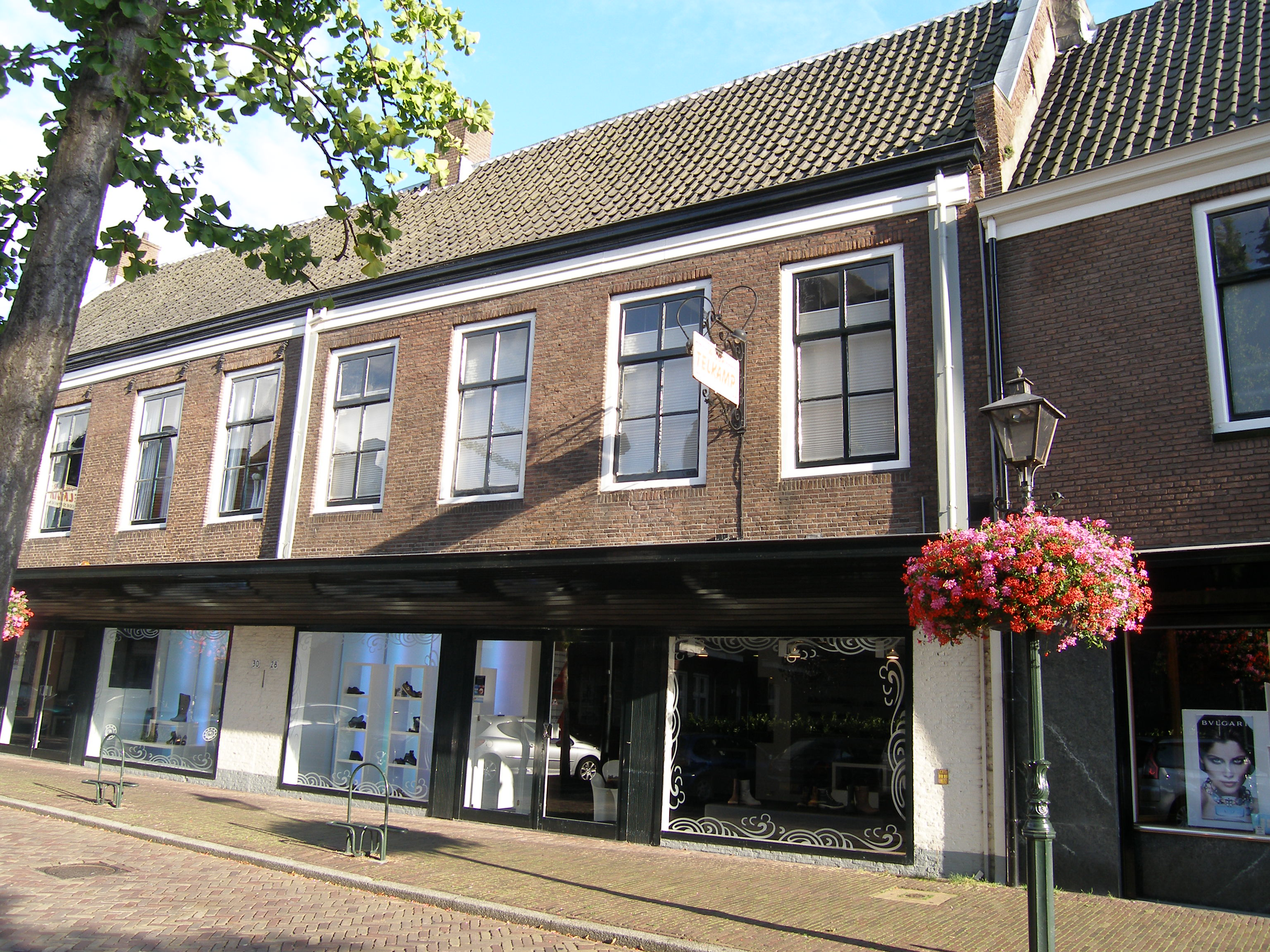
Breedstraat te Maarssen

Binnenweg ·
Bolensteinsestraat ·
Bolensteinseweg ·
Breedstraat ·
Diependaalsedijk ·
Herengracht ·
Kaatsbaan ·
Kerkweg ·
Langegracht ·
Nassaustraat ·
Parkweg ·
Raadhuisstraat ·
Schippersgracht ·
Wilhelminaweg · 
Zandpad